# Kiviõli Football Club Irbis
Il Kiviõli Football Club Irbis, meglio noto come Irbis Kiviõli, è una società calcistica estone con sede nella città di Kiviõli, partecipante dal 1992 al 2016 al campionato estone di calcio e oggi attiva solo a livello giovanile.

## Storia
Fondato come Kiviõli Jalgpalliklubi Irbis partecipò alla prima edizione dell'Esiliiga (nel 1992) e alle successive tre stagioni, dopodiché retrocesse nelle categorie inferiori e trascorse quasi un decennio tra la II Liiga e la III Liiga. Durante tale periodo, più precisamente nel 2001, il club cambiò il proprio nome in Kiviõli Spordiklubi Tamme Auto.
Nel 2007 la vittoria nel girone nord-est di II Liiga sancì la promozione in Esiliiga. La stagione del ritorno in seconda serie si chiuse col sesto posto finale.
Al termine della stagione 2010 disputò lo spareggio promozione-retrocessione valido per un posto in Meistriliiga, dove fu sconfitto dal Kuressaare.
Nel 2013 la squadra riprese lo storico nome Irbis diventando Kiviõli Football Club Irbis. In campionato concluse all'ultimo posto, ma fu ripescata per la mancata iscrizione di due squadre alla stagione successiva.
Dopo aver terminato il campionato 2015 in settima posizione, la squadra non si iscrive per motivi economici alla stagione 2016 e riparte dalla II Liiga, interrompendo così la sua esperienza in Esiliiga dopo otto anni consecutivi.
Nonostante la serie inferiore i problemi persistono, tanto che durante la seconda metà di stagione la squadra si ritira dal campionato, uscendo di scena dopo 26 stagioni dal calcio estone.
Dal 2017 riprende l'attività limitatamente ai campionati giovanili.

## Palmarès

### Competizioni nazionali
- II Liiga: 1

2007

### Altri piazzamenti
- Esiliiga:

Terzo posto: 2011

## Statistiche

### Partecipazione ai campionati
| Livello | Categoria | Partecipazioni | Debutto   | Ultima stagione | Totale |
| ------- | --------- | -------------- | --------- | --------------- | ------ |
| 2º      | Esiliiga  | 12             | 1992      | 2015            | 12     |
| 3º      | II Liiga  | 7              | 1995-1996 | 2007            | 7      |
| 4º      | III Liiga | 6              | 1996-1997 | 2006            | 7      |
| 4º      | II Liiga  | 1              | 2016      | 2016            | 7      |